# Escopeteros de Getares

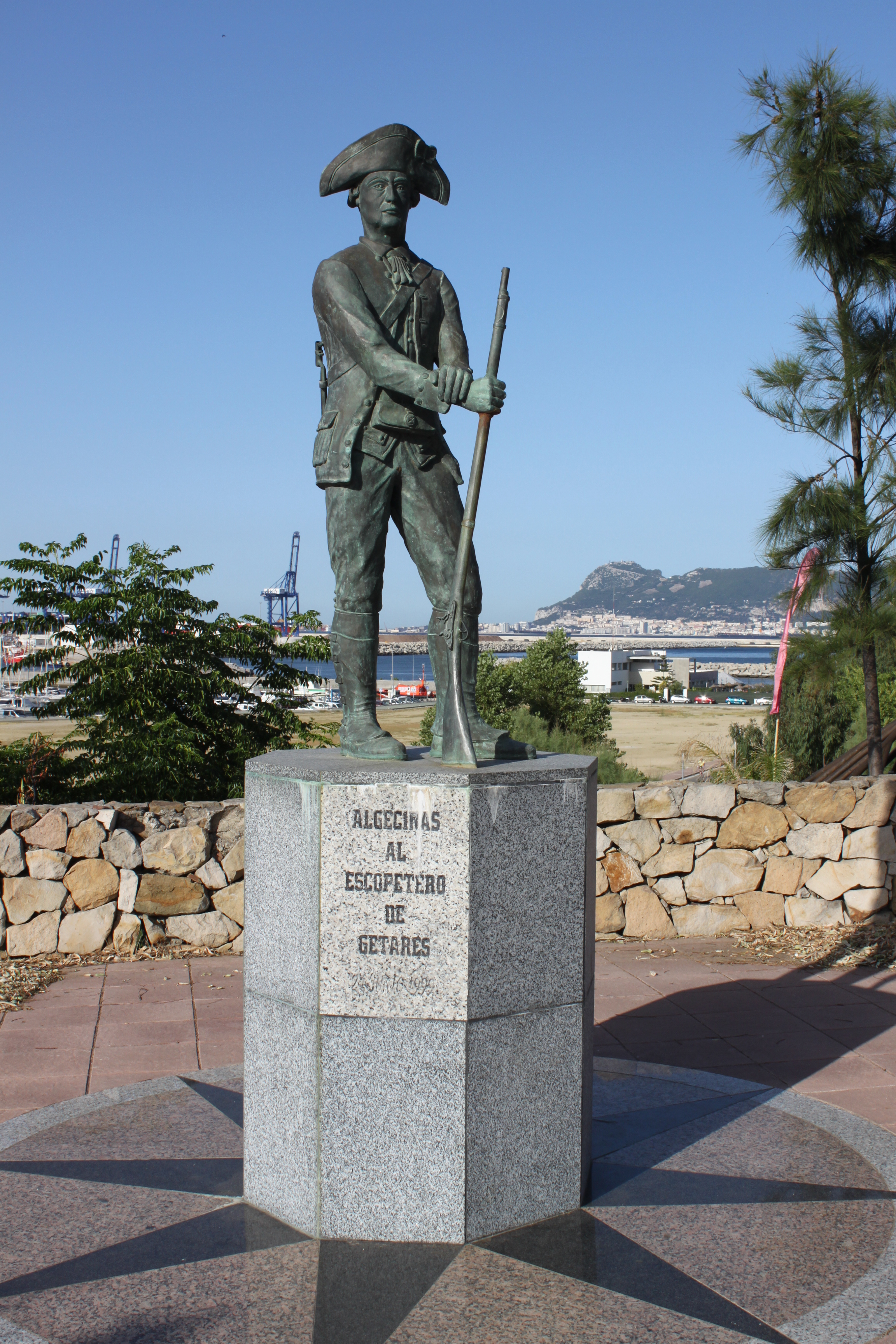
Estatua del escopetero de Getares en Algeciras, obra de Rafael Gómez de Avellaneda e inaugurada en 1999.

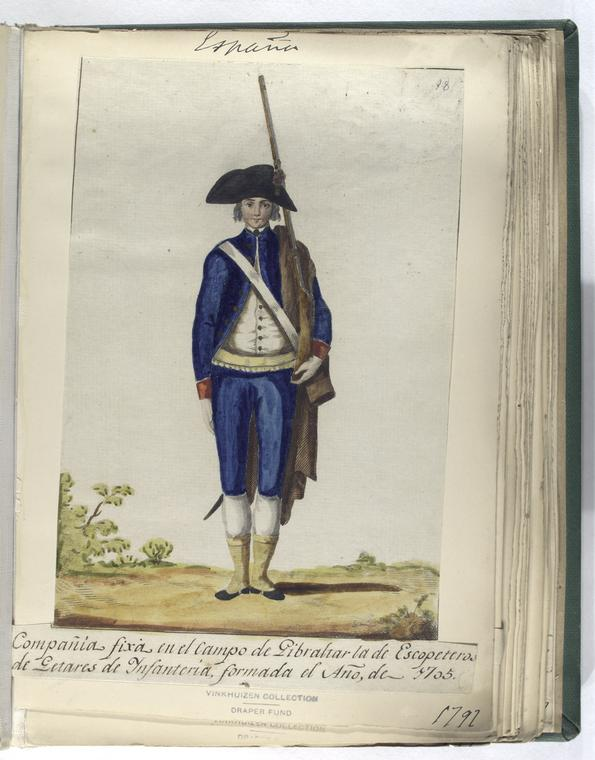
Escopetero de Getares en una ilustración de 1792 con el pie de imagen: Compañia fixa en el campo de Gibraltar la de Escopeteros de Getares de Infanteria, formada el Año, de 1705.

Los Escopeteros de Getares fueron una compañía militar española que vigilaba la costa del estrecho de Gibraltar desde Tarifa a Algeciras durante los siglos XVIII y XIX.
A principios del siglo XVIII se formaron varias milicias en la costa norte del Estrecho de Gibraltar con el objetivo de evitar posibles ataques de piratas norteafricanos; una de estas milicias, formada por voluntarios de Tarifa, estaba establecida en las cercanías de la playa de Getares cuando se produjo la invasión británica del Peñón de Gibraltar en 1704. Como consecuencia de esta invasión y para evitar posibles desembarcos británicos en la zona, se integró a esta milicia en los cuerpos del ejército con el nombre de Compañía de Escopeteros de Getares en 1705. En el momento de su fundación la compañía estuvo compuesta por cuarenta hombres al mando del capitán Gaspar Salado. Este número permaneció fijo hasta 1717 cuando se amplió a 80 soldados y dos mandos con el objetivo de cubrir también el tramo de costa al oeste de la bahía de Algeciras.
Su misión fundamental era ejercer de guardacostas en la costa del estrecho de Gibraltar evitando el aprovisionamiento de barcos británicos o avisando de la llegada de piratas berberiscos. También tenían como misión evitar el contrabando con África o con Gibraltar. Para ejercer estas funciones se les asignó en un primer momento un cuartel cerca de la ensenada de Getares, en  1751 se establecieron en el Fuerte de El Tolmo, fortificación más apta debido a su estratégica situación, más tarde tendrían su cuartel general en el llamado Cuartel de Escopeteros de Algeciras y en sus últimos momentos, ya ampliada su área de acción, en San Roque.
Los Escopeteros de Getares tomaron parte en la Guerra de la Independencia al servicio del comandante general del Campo de Gibraltar. Durante 1811 ocuparon Medina Sidonia, participaron en la Batalla de Chiclana (o de la Barrosa) y protegieron a las tropas del general Francisco Ballesteros mientras ésta se retiraba de Jimena de la Frontera hacia Gibraltar, donde se les impidió el paso a pesar de ser España aliada del Reino Unido en la contienda. A pesar de su importante labor en la guerra, una vez terminada ésta se ordenó su supresión en 1819 dentro del proceso de reorganización del Ejército español.
Sin embargo, esta orden no llegó a cumplirse porque a principios de 1820 se unieron al levantamiento del General Riego junto a la Comandancia General del Campo, por lo que se enfrentaron en Jimena de la Frontera a las tropas del Capitán Pedro Zaldívar, que resultó muerto en el combate tras ser alcanzado en Utrera. Tras el fin de la guerra se ordenó nuevamente la extinción de la Compañía en 1823, esta orden no se llevó a cabo hasta la reorganización del Ejército de 1829.
Actualmente, el Cuerpo de la Policía Local del Ayuntamiento de Algeciras tienen por uniforme de gala el de los Escopeteros de Getares. Una decena de agentes lo lucen en las ocasiones solemnes del municipio y con motivo de las visitas de jefes de Estado.